# Joleigh Fioreavanti
Joleigh Fioreavanti (ur. 22 listopada 1981 w Queens w Nowym Jorku) – amerykańska aktorka filmowa i telewizyjna, znana alternatywnie jako Joleigh Fioravanti, Joleigh Fiore, Joleigh Pulsonetti, Joliegh Pulsonetti.

## Filmografia
- 2016: Heaven’s Floor jako kelnerka
- 2012: Frenemies 2 with Eliza Coupe jako trenerka
- 2010: Topór 2 (ang. Hatchet 2) jako Jenna
- 2010: Peas in a Pod jako Bethany
- 2009: Who Shot Mamba? jako pielęgniarka Insane
- 2008: West of Brooklyn jako Donna Fanucci
- 2008: Live Fast, Die Young jako Samantha Copola
- 2006: Trespassers jako Rose
- 2007: Meeting Victor Crowley jako ona sama
- 2007: The Making of Hatchet jako ona sama
- 2007: Guts & Gore: The FX of Hatchet jako ona sama
- 2006: Topór (ang. Hatchet) jako Jenna
- 2006: Unbeatable Harold jako dziewczyna w barze #1
- 2006: All In jako dealer #2
- 2006: Rampage: The Hillside Strangler Murders jako Tanya
- 2005: Gra o wszystko (ang. Tennis, Anyone...?) jako Alexa
- 2004: CSI: Kryminalne zagadki Nowego Jorku (ang. CSI: NY) jako dziewczyna od pizzy
- 2003: Bez skazy (Nip/Tuck) jako dziewczyna z Eurazji
- 2003: Wonderland jako Alexa
- 2002: Detektyw Monk (ang. Monk) jako szafirowa dziewczyna